# Slag om de Alamo
De Slag om de Alamo, meestal kortweg De Alamo genoemd, is een belegering tijdens de Texaanse Onafhankelijkheidsoorlog (1836). De Alamo was een katholiek missiegebouw in San Antonio, het centrum van de Texaanse Onafhankelijkheidsbeweging. De Texaanse Onafhankelijkheidsoorlog was een militair conflict tussen Mexico en rebellen die voor onafhankelijkheid van Texas vochten, destijds onderdeel van de Mexicaanse staat Coahuila y Texas. De oorlog eindigde met de onafhankelijkheid van de Republiek Texas.
Op 23 februari 1836 overviel de Mexicaanse generaal Antonio López de Santa Anna met 1600 soldaten het stadsgarnizoen waar 180 tot 200 Texaanse strijders waren gelegerd, onder wie ook de kolonisten Davy Crockett en Jim Bowie. De beperkte groep Texanen trok zich terug in de Alamo. Ze zouden zich niet overgeven en de belegering zou tot 6 maart duren. De Texanen geraakten zonder munitie en werden daarop door de Mexicanen bestormd. Alle mannen werden gedood.

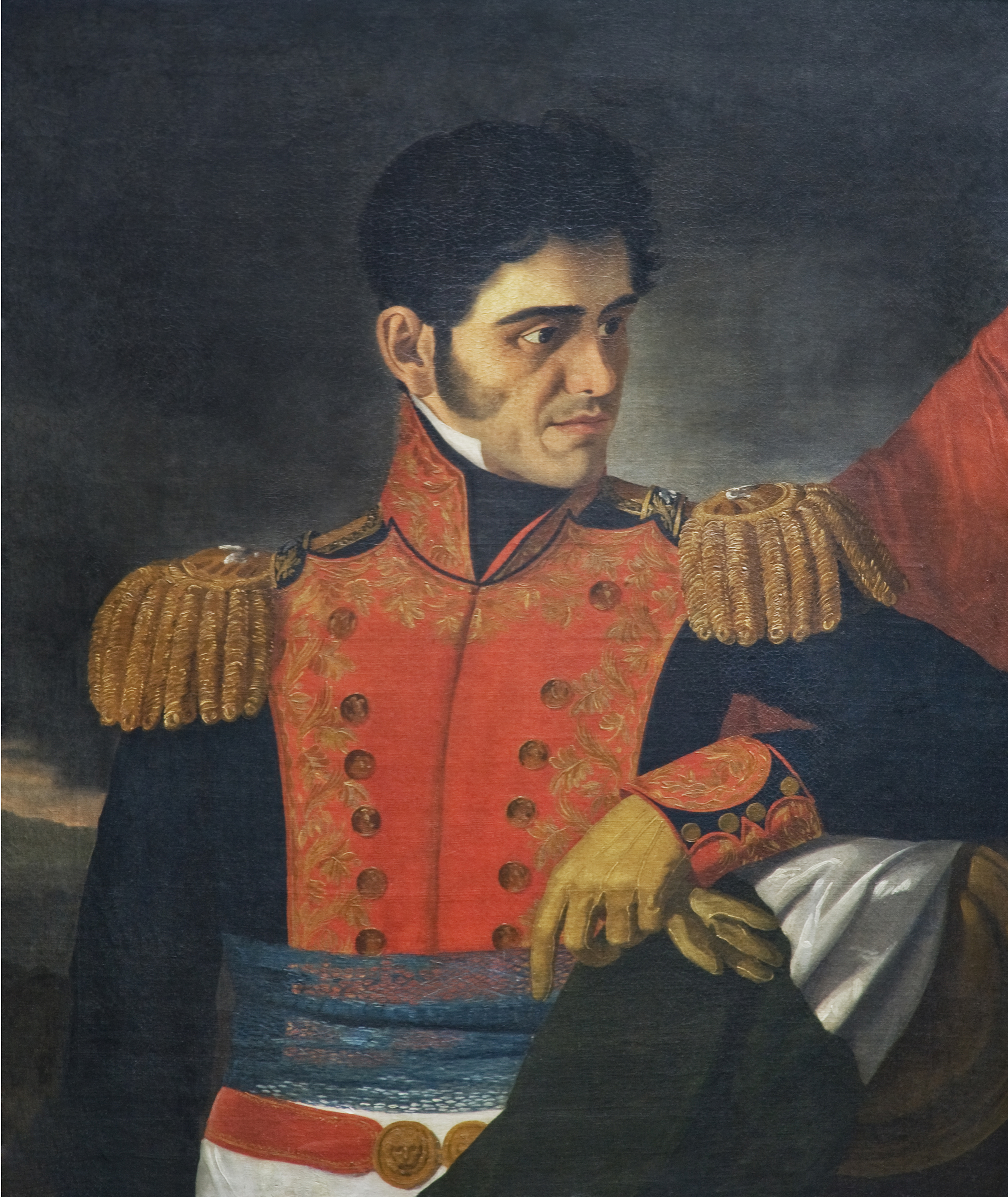
Antonio López de Santa Anna
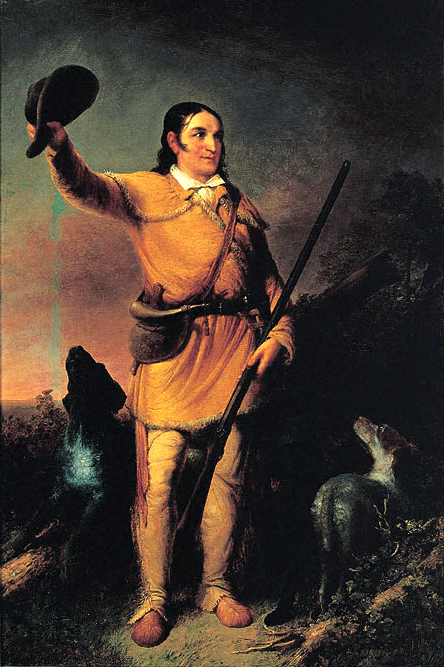
Davy Crockett
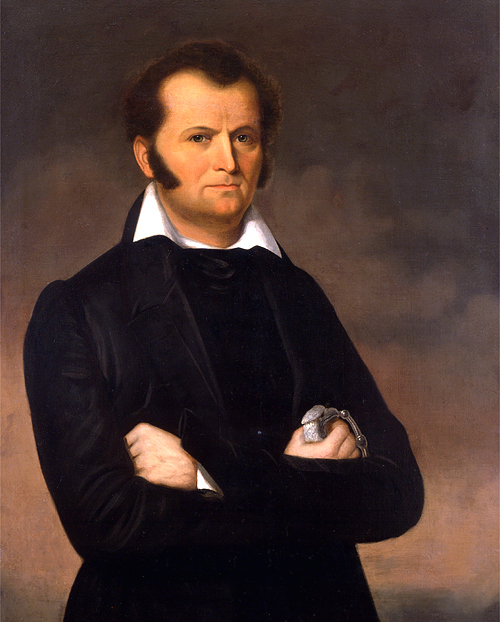
Jim Bowie

Rond de Alamo bestaan veel legendes, waarvan de waarheid vaak hoogst dubieus is.
Zo zou Davy Crockett zich tot het laatste moment hebben verdedigd tot de dood erop volgde. Een dagboek van een Mexicaanse officier spreekt dit tegen: Crockett zou gevangen zijn genomen en ter dood zijn gebracht.
Verder zou William Travis een lijn in het zand getrokken hebben. Degenen die de Álamo wilden blijven verdedigen, dus hoogstwaarschijnlijk zouden sterven, moesten de lijn oversteken. Alle verdedigers, op de Franse veteraan Louis Rose na, zouden de lijn hebben overgestoken. Louis dook bij een familie onder, die later een verslag publiceerde, waarvan ze beweerden dat het van Roses hand was.
Volgens weer een andere legende liet Santa Anna, alvorens het vuur te laten openen, elke avond de degüello spelen, een muziekstuk dat de Spanjaarden in de strijd tegen de Moren speelden om aan te geven dat iedereen zou worden gedood.
De oorlogskreet Remember the Alamo!, Denk terug aan de Alamo!, verwijst naar de slag. Deze kreet werd voor het eerst en het laatst gebruikt tijdens de Slag bij San Jacinto, zes weken na de Alamo, waarbij Santa Anna werd verslagen en gevangengenomen.

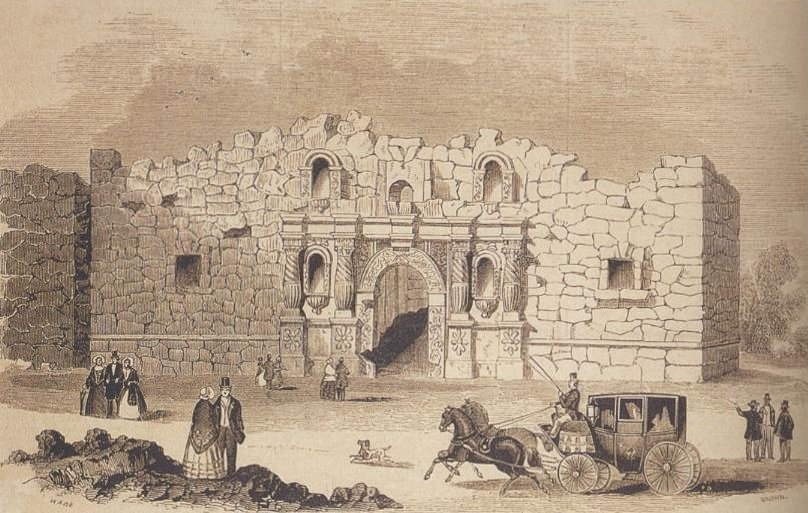
Alamo (1854)
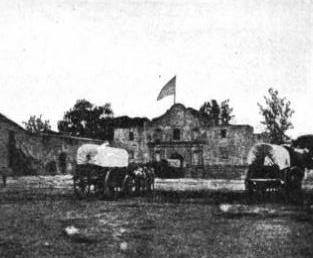
Álamo Plaza rond 1860
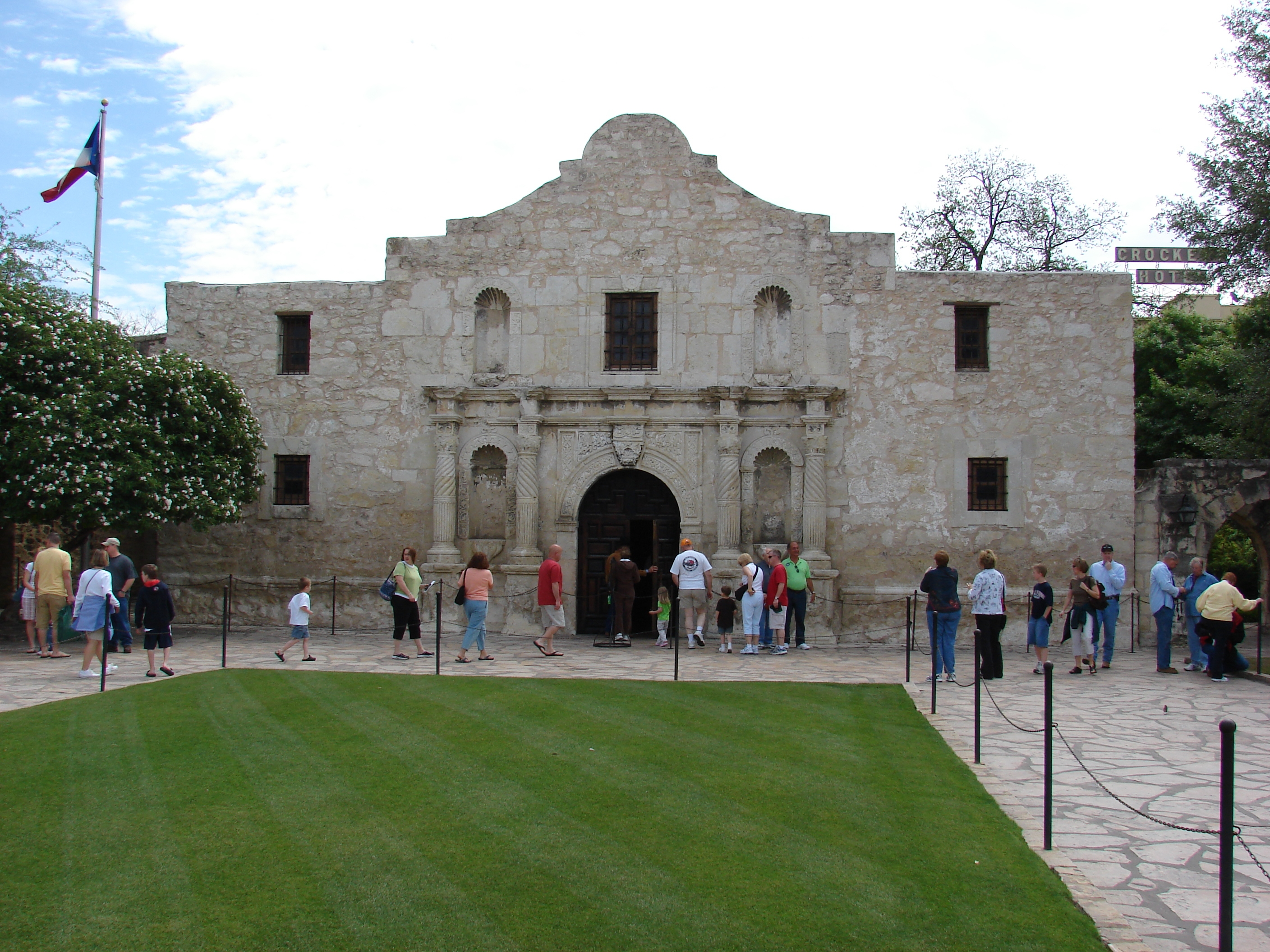
Het missiegebouw in 2007
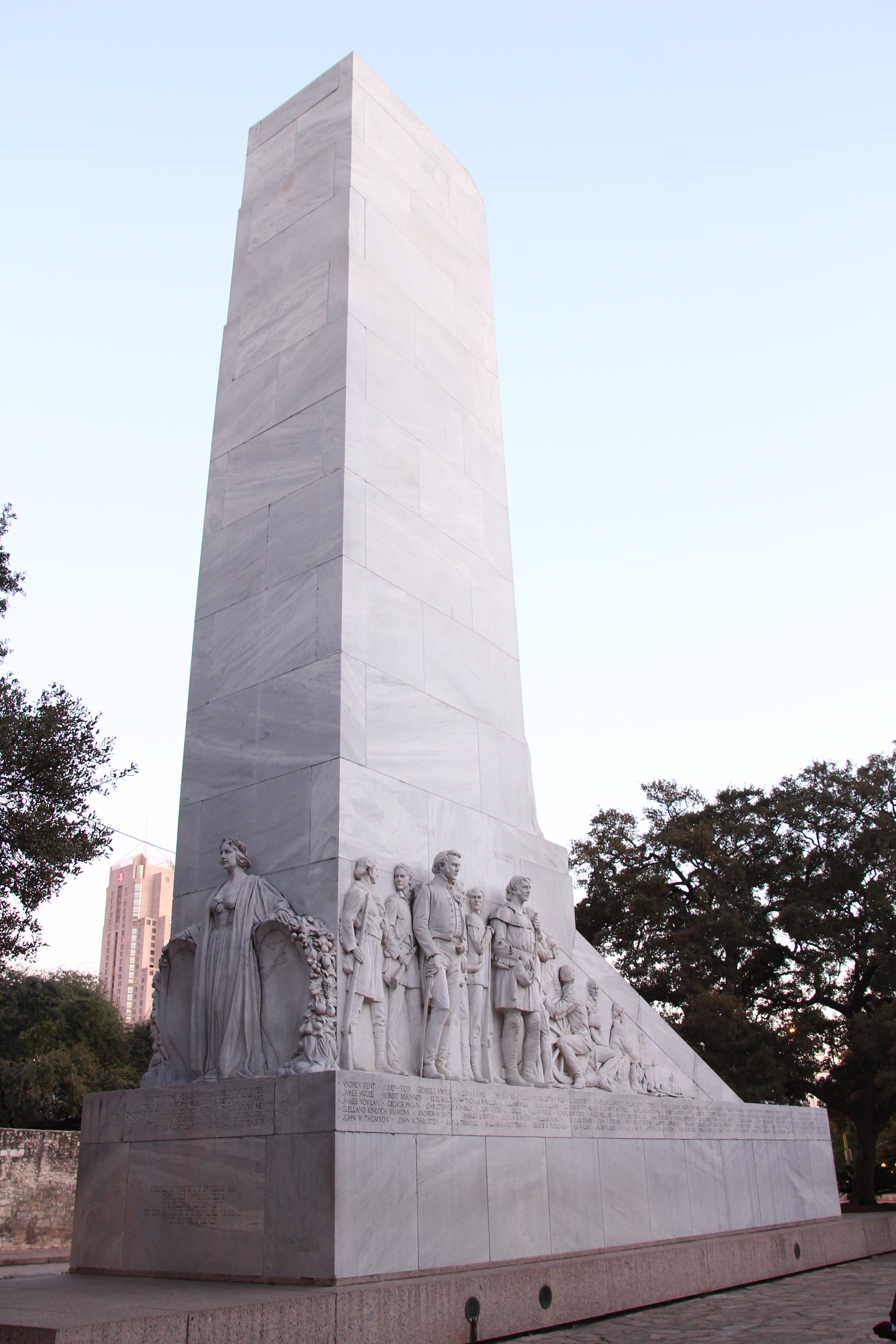
Alamo Memorial

## Álamo in populaire cultuur
Het beleg van de Álamo is vele malen verfilmd:
- The Alamo (1936)
- The Man from the Alamo (1953)
- Davy Crockett, The King of the Wild Frontier (1954)
- The Last Command (1955)
- The Alamo (1960)
- The Alamo (1987)
- The Alamo (2004)

Gonzalez · Concepcion · Grass Fight · Bexar · San Patricio · Dulce · Alamo ·  Refugio · Coleto · San Jacinto